# Nunbena (Kot'olin)
Nunbena is een bestuurslaag in het regentschap Timor Tengah Selatan van de provincie Oost-Nusa Tenggara, Indonesië. Nunbena telt 994 inwoners (volkstelling 2010).